# 第2屆威尼斯影展
第2届威尼斯影展於1934年8月1至20日舉行。這是第一年電影競賽，並頒發墨索里尼杯的最佳外語片和最佳義大利電影墨索里尼杯。

## 競賽電影
- 費奧多爾·奥采普（英语：Fyodor Otsep） 《疯狂（英语：Amok (1934 film)）》
- 罗伯特·G·维尼奥拉（英语：Robert G. Vignola） 《破碎的梦（英语：Broken Dreams (1933 film)）》
- 加斯塔夫·马哈蒂（英语：Gustav Machatý） 《神魂顛倒（英语：Ecstasy (film)）》
- 法蘭克·卡普拉 《一夜風流》
- 馬克思·歐弗斯 《众人之妻（英语：Everybody's Woman）》
- 雅克·費代爾 《外籍兵團》
- 乔治·丘克 《小婦人》
- 羅伯·佛萊厄提 《阿倫人（英语：Man of Aran）》
- 魯賓·馬莫利安 《瑞典女王（英语：Queen Christina (film)）》
- 亚历山大·科达 《唐璜艳史（英语：The Private Life of Don Juan）》
- 圭多·布里尼奧內（英语：Guido Brignone） 《泰雷萨旗手（英语：Loyalty of Love）》
- 傑克·康威（英语：Jack Conway (filmmaker)） 《自由萬歲！（英语：Viva Villa!）》

## 獎項
- 最佳外語片：羅伯·佛萊厄提 《阿倫人（英语：Man of Aran）》
- 最佳義大利電影：圭多·布里尼奧內（英语：Guido Brignone） 《泰雷萨旗手（英语：Loyalty of Love）》
- 金獎：卡洛·康波葛良尼（英语：Carlo Campogalliani） 《Stadio（英语：Stadio）》
- 最佳導演：加斯塔夫·马哈蒂（英语：Gustav Machatý） 《神魂顛倒（英语：Ecstasy (film)）》
- 最佳男演員：華理士·勃利 《自由萬歲！（英语：Viva Villa!）》
- 最佳女演員：凯瑟琳·赫本 《小婦人》
- 最佳動畫：華特·迪士尼 《有趣的小兔子（英语：Funny Little Bunnies）》

## 外部鏈接
- 官方网站
- IMDb的1934年威尼斯影展獎項 （页面存档备份，存于）